# MENA-Region

Karte der für gewöhnlich zur MENA-Region gezählten Länder

MENA steht für „Middle East and North Africa“ (Nahost und Nordafrika). Das Akronym bezeichnet seit dem Zerfall der Sowjetunion weitgehend die Region der arabischsprachigen Welt. Inwiefern Iran oder der Sudan hinzugerechnet werden können, ist strittig. Der Terminus sollte die Entität Middle East auflösen und den Vergleich von sozialen und ökonomischen Entwicklungen anhand von erhobenen Daten in unterschiedlichen Staaten ermöglichen.
Im erweiterten Konzept MENAT wird auch die Türkei hinzugezählt, im noch umfassenderen MENAPT zusätzlich Pakistan.
Die MENA-Region hat in der gängigsten Definition etwa 380 Millionen Einwohner, dies entspricht rund sechs Prozent der Weltbevölkerung.

## Liste der Länder
Meist werden der Region folgende Staaten zugerechnet:
| - Ägypten - Algerien - Bahrain - Irak - Iran | - Israel - Jemen - Jordanien - Katar - Kuwait | - Libanon - Libyen - Malta - Marokko - Oman | - Palästina - Saudi-Arabien - Syrien - Tunesien - Vereinigte Arabische Emirate |

Im weiteren Sinne werden teilweise auch die folgenden Staaten dazu gezählt:
| - Afghanistan - Zypern - Dschibuti | - Mauretanien - Sudan - Türkei |